# Crataegus pseudosanguinea
Crataegus pseudosanguinea är en rosväxtart som beskrevs av M. Pop. och Poyarkova. Crataegus pseudosanguinea ingår i Hagtornssläktet som ingår i familjen rosväxter. Inga underarter finns listade i Catalogue of Life.